# Byrsonima stipulina
Byrsonima stipulina là một loài thực vật có hoa trong họ Malpighiaceae. Loài này được J.F.Macbr. mô tả khoa học đầu tiên năm 1950.